# Sanada Masanori
Sanada Masanori (6 tháng 3 năm 1968 – 6 tháng 9 năm 2011) là một cầu thủ bóng đá người Nhật Bản.

## Đội tuyển bóng đá quốc gia Nhật Bản
Sanada Masanori được triệu tập vào đội tuyển Nhật Bản tham dự Cúp bóng đá châu Á 1988.